# Leopold del Regne Unit
Leopold del Regne Unit, duc d'Albany KG KT GCMG GCSI (Londres 1853 - Canes 1884). Príncep del Regne Unit de la Gran Bretanya i Irlanda i creat I duc d'Albany, comte de Clarence i baró d'Arklow per la seva mare la reina Victòria I del Regne Unit. La seva vida estigué marcada pel fet d'haver heretat de la seva mare la malaltia de l'hemofília.

## Naixement, infància i educació
El príncep Leopold nasqué el 7 d'abril de 1853 a Londres. Últim fill mascle de la reina Victòria I del Regne Unit i del príncep alemany Albert de Saxònia-Coburg Gotha que era fill del duc sobirà de Saxònia-Coburg Gotha. Durant el part de la reina Victòria elegí utilitzar cloroform per a eliviar els dolors que patia, en lloc de l'anestèsia que acabava d'ésser inventada. Fou batejat amb el nom de Leopold en honor de l'oncle dels sobirans britànics el rei Leopold I de Bèlgica.
La seva mare era portadora del gen de l'hemofília i en ell s'hi manifestà de la forma més virulenta. L'hemofília és una malaltia que és transmesa per dones però que únicament es manifesta en els homes, la casa reial britànica fou una de les principals portadores i d'ella ha passat a l'espanyola o a la russa (els casos més coneguts de portadores són el de la reina Victòria Eugènia de Battenberg o el de tsarina Alexandra F'dorova). Leopold patí aquesta malaltia que es basa en el fet de no poder coagular la sang amb el perill de morir dessagnat, i com a conseqüència d'aquest fet la infància la passà en una cadira de rodes essent pràcticament un invàlid.
L'any 1872 ingressà a la Christ Church d'Oxford on estudià durant quatre anys un seguit de matèries i s'hi doctorà l'any 1876 en dret civil. Incapaç de desenvolupar una carrera militar a causa de la seva malaltia fou un gran mecenes i patró de l'art i la literatura, nomenat president de la Royal Society of Literature i de la Royal Society of Arts. Realitzà un llarg viatge pel Canadà i els Estats Units. Fou també un prominent mecenes eels escacs, i gràcies al seu mecenatge es va celebrar el Torneig d'escacs de Londres de 1883.

## Casament i descendència
L'any 1882, contra tot pronòstic, es casa amb la princesa alemanya Helena de Waldeck-Pyrmont. La princesa Helena pertanyia a una antiquíssima casa alemanya que governava sobre l'estat sobirà de Waldeck (actual Hessen) i la ciutat de Pyrmont (a l'actual Baixa Saxònia), era filla del príncep sobirà Jordi Víctor de Waldeck-Pyrmont i de la princesa Helena Guillermina de Nassau-Weilburg i germana de la reina Emma de Waldeck-Pyrmont. La parella es casà l'any 1882 a la Saint George Chapel del castell de Windsor, tingueren dos fills:
- SAR la princesa Alícia del Regne Unit, nascuda a Windsor el 1883 i morta a Londres el 1981. Es casà el 1904 amb el príncep Alexandre de Teck.
- SAR el príncep Carles Eduard del Regne Unit, nascut a Surrey el 1884. Es casà amb la princesa Victòria Adelaida de Schleswig-Holstein-Sondenburg-Glücksburg al castell de Glücksburg l'any 1905. Heretà i exercí el títol de duc sobirà de Saxònia-Coburg Gotha morí en la més absoluta misèria i extremadament malalt de càncer a la ciutat alemanya de Coburg l'any 1954.

## Mort
L'any 1884 la família Albany es trasllada a Canes, la Riviera francesa, per ordres del metge del duc que pretenia una recuperació de la salut danyada per l'hemofília que sofria. El 27 de març el duc se sent malament es desmaia i es trenca el genoll, a causa de l'hemofília la sang no es coagula i mort dessagnat a la terrassa del Yacht Club de Canes. La seva muller estava embarassada del seu segon fill.